# Davies Heights
Davies Heights är en kulle i Antarktis. Den ligger i Sydshetlandsöarna. Argentina, Chile och Storbritannien gör anspråk på området. Toppen på Davies Heights är 150 meter över havet. Davies Heights ligger vid sjöarna  Normsee Taiyang Hu och Yueliang Hu.
Terrängen runt Davies Heights är platt åt sydväst, men åt nordost är den kuperad. Trakten är glest befolkad. Närmaste befolkade plats är Escudero Station, 2,5 kilometer sydväst om Davies Heights. 